# Barbara Wiza
Barbara Wiza (ur. 1927 we wsi Górka pod Trzebinią, zm. 1995 w Ostrzeszowie) – polska pisarka.
Debiutowała w 1977 opowiadaniem dla dorosłych pt. Babunia; w 1983 ukazał się Rachunek przetrwania – własne oraz męża, Janusza Wizy, wspomnienia wojenne i obozowe (m.in. z Dachau).
Późniejsza jej twórczość przeznaczona była dla dzieci.

## Twórczość
- Czwarta kropka biedronki
- Listy Wicka
- Macoszka (1989)
- Tam, gdzie rosną dzikie grusze
- Wicek w leśniczówce, czyli Wakacje z babami
- Wnuczuś